# Poa rupicola
Poa rupicola là một loài thực vật có hoa trong họ Hòa thảo. Loài này được Nash ex Rydb. miêu tả khoa học đầu tiên năm 1900.